# 琉球郵票

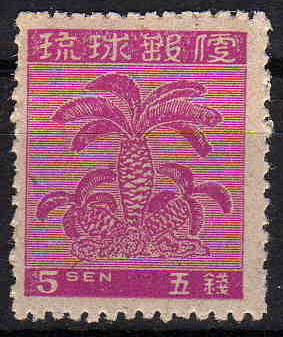
第一套琉球郵票：五錢面值的普通郵票

琉球郵票（日语：／ Ryūkyū kitte），亦稱沖繩郵票（日语：／ Okinawa kitte），是琉球群岛在美國統治時期所發行的邮票。琉球郵票圖案的設計常反映出當地特有的文化。大部分琉球郵票都是委由日本大藏省印刷局（現國立印刷局）所印製。琉球郵票在1972年5月15日美國將琉球列島行政權完全移交給日本之後停止發行，同年5月15日至6月3日間，雖然郵政業務已由日本郵政省接管，但仍可以1美分換算為3日圓的方式使用，直到6月3日起才停止使用。

## 定義

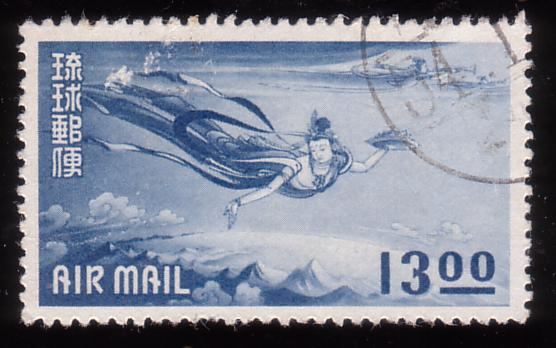
1951年發行的天女航空郵票

廣義上的琉球郵票指自1945年美軍佔領沖繩群島開始，到1972年美國移交琉球群島主權給日本前一天（5月14日）為止所發行的全部郵票。這一時期發行的郵票上都印有「琉球郵便」字樣。狹義的琉球郵票則是指琉球政府郵政局（後來的琉球郵政廳）發行的郵票:98。初期的琉球郵票使用B型軍票表示面額:73，後期則使用美元表示面額。1972年6月3日之後，琉球郵票被禁止使用，但民眾仍可在這一年6月30日之前在沖繩縣內的郵局憑琉球郵票交換日本郵票，8月31日之前在那霸中央、沖繩宮古、八重山郵局交換日本郵票:38。世界最廣泛使用的郵票目錄之一《斯科特目錄》將琉球郵票視為美國郵票的一部分:1069。

## 歷史

### 二戰後初期的琉球各地郵政
1945年6月沖繩島戰役之後，沖繩島及附近島嶼被美軍佔領。1945年10月1日，久米島發行了久米島郵票，成為二戰之後沖繩地區最早發行的郵票:6-7。同時隨著日本投降，宮古島、八重山群島、奄美群島等北緯30度以南的琉球群島在1946年1月29日被剝離出日本的行政權範圍，琉球群島全境進入美國統治時期:7。同年2月1日，宮古島在戰前發行的日本郵票上加蓋當地遞信部長富山印章的郵票，稱為「富山印暫定郵票」，以便於計算財政收入:7。
1946年4月24日，沖繩民政府成立，下設遞信部，主管郵政事務:7。同年7月1日，沖繩民政府遞信部公佈了《郵政法》和《郵政規則》，開始著手重建沖繩地區的郵政體制，並重開和日本本土之間的郵政往來:8-9。翌年5月26日，沖繩島知念舉辦了第一屆全琉球通信總會。由於郵政部門被美軍告知規定禁止直接使用二戰前的日本郵票，因此琉球各地郵政部門決定通過在日本郵票上加蓋印章作為權宜之計:11。這時的琉球列島分為四個政府統治。奄美群島由臨時北部琉球群島政廳統治，自1947年12月開始在日本郵票上加蓋「檢」字印章，稱為「檢字郵票」；沖繩本島及附近島嶼由沖繩民政府統治，自1947年10月開始在日本郵票上加蓋「平田」印章（因時任沖繩民政府遞信部部長是平田嗣一），稱為「平田印郵票」；宮古島地區由宮古民政府統治，繼續使用「富山印郵票」；八重山群島地區由八重山民政府統治，在日本郵票上加蓋「宮良」印章（因時任八重山民政府通信部長是宮良賢副），稱為「宮良印郵票」:11。

### 開始發行琉球郵票

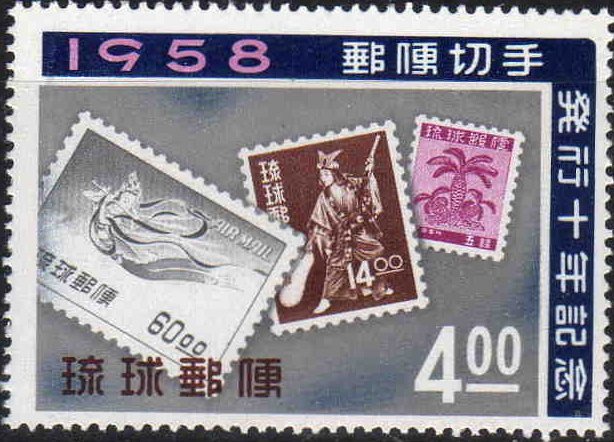
最後一套用B型軍票發行的琉球郵票

在使用加蓋郵票的同時，琉球各地政府亦在準備發行獨自郵票。1948年7月1日，隨著在日本印刷的琉球郵票相繼到達琉球各地，沖繩民政府、臨時北部琉球群島政廳、宮古民政府開始發行琉球郵票（八重山地區因郵票運抵日期延遲而在7月8日開始發行）。郵票數量分配為沖繩6：奄美2：宮古1：八重山1。同時停用加蓋郵票:12。1949年2月，琉球郵政部門通過公開徵集的方式選出第二批普通郵票圖案設計，並在同年5月公佈:16。1950年4月1日，沖繩民政府設立郵政廳，平川先次郎擔任第一任郵政廳官。同時廢除奄美、宮古、八重山的通信部，整合各地的郵政部門:17。
1951年10月，郵政廳發行了「天女航空」郵票，成為琉球郵票最著名的代表作之一:19。隨著1952年4月1日琉球政府的成立，郵政廳亦改名為琉球政府郵政局:20。1953年5月，琉球郵票友之會在琉美文化會館舉辦了第一屆郵票展:21。同年12月25日，美國將奄美群島行政權交還給日本。奄美群島因此恢復使用日本郵票:21-22。

### 改用美元發行

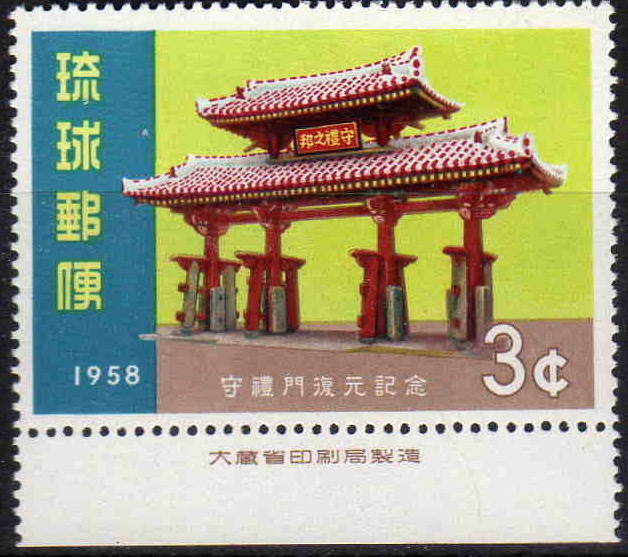
「守禮門復原」紀念郵票是第一套用美元發行的紀念郵票

為紀念琉球郵票發行10週年，郵政局在1958年7月1日發行了琉球郵票第一枚大型郵票:25。同年9月15日，因琉球地區停止使用B型軍票、改用美元作為流通貨幣，琉球郵票亦改用美元發行。第一枚用美元發行的琉球郵票紀念郵票是「守禮門復原」郵票:25-26。1961年8月1日，琉球政府對組織進行改組，郵政部門再次更名為郵政廳:29。翌年7月，琉球政府制定了郵票趣味週，將每年7月1日前後的週（在1967年改為4月20日前後的週）定為郵票趣味週，普及郵政及集郵知識:30-31。

### 走入歷史
1969年11月21日，隨著時任日本首相佐藤榮作和時任美國總統理查·尼克森同意美國在1972年實現將琉球群島行政權移交給日本，日琉的郵政部門開始著手統一雙方郵政事業，也意味著琉球郵票將不再被使用:34-35。自1971年開始，日本集郵愛好者之間出現購買琉球郵票的熱潮，日本本土百貨店亦舉辦琉球郵票特賣會，琉球郵票開始成為投機對象:37。在沖繩行政權移交前一天的1972年5月14日，那霸中央郵局出現求購琉球郵票的長龍:38。
1972年5月1日，日本郵政部門宣布琉球郵票至同年6月3日仍然有效。6月3日至6月30日，民眾可憑琉球郵票交換日本郵票。那霸中央等三個主要郵局的交換截止日期則是8月31日:38。此後琉球郵票失去使用價值。

## 郵票分類

### 暫定郵票
暫定郵票是指奄美、沖繩、宮古、八重山四地在1946年至1948年發行的郵票。這些郵票都是在二戰前日本郵票上加蓋印章的郵票；其中沖繩、宮古、八重山是在郵票上加蓋當地郵政部門負責人姓氏的印章，而奄美則是加蓋「檢」字印章:40。奄美地區的暫定郵票開始發行於1947年12月1日:40；沖繩地區則開始於同年11月1日:41；宮古島地區是1946年2月1日:42；八重山地區是1948年1月:43。在琉球郵政部門於1948年7月1日開始發行自行設計的郵票後，暫定郵票被停止使用:40。
自1945年10月1日開始發行的久米島郵票亦屬於暫定郵票。在久米島於翌年5月4日編入沖繩民政府後，久米島郵票被停用:42。

### 普通郵票

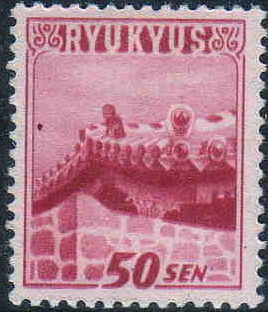
第二套普通郵票的50錢面值郵票

發行於1948年7月1日的第一套琉球郵票即屬於普通郵票。這套郵票包括5、10、20、30、40、50錢及1元，合計7種面額。圖案包括蘇鐵（5錢及20錢）、鐵炮百合（10錢及40錢）、唐船（30及50錢）、農夫（1元）:44。翌年該郵票發行進行了再版發行，使用了新的紙張進行印刷。和初版相比，再版的紙張顏色更白:45。
琉球郵票第二套普通郵票發行於1950年1月21日。這套郵票有50錢（紅磚）、1元（沖繩少女）、2元（首里城正殿）、3元（龍頭）、4元（海邊的女人）、5元（貝殼）六種面值。和第一套不同的是，第二套普通郵票票面未使用任何日文，全部使用英文標記:45-46。1952年，50錢和2元面值的第二套普通郵票進行了改印。50錢郵票的面值改為10元:48-49，2元郵票面值改為100元:50。
在1958年改用美元之後，琉球政府郵政局發行了用美元標識面值的普通郵票。這套郵票共有10種面值（0.5美分、1美分、2美分、3美分、4美分、5美分、10美分、25美分、50美分、1美元），各面值均為相同圖案設計，但顏色不同:56-57。

### 系列郵票

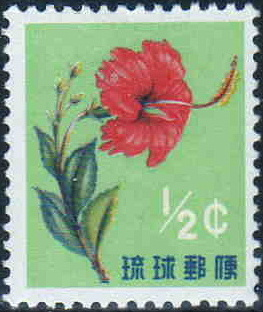
1959年發行的0.5美分動植物系列郵票（朱槿）

1952年之後，琉球的郵政部門發行過多套系列郵票，實際發揮普通郵票作用。第一套系列郵票是1952年11月20日開始發行的文化財郵票。這套郵票又可以分為建築物系列（發行於1952年至1953年）:50-51及工藝品系列（發行於1954年至1955年）:52。民族舞蹈系列亦是使用B元標註面值的系列郵票:52-53。改用美元之後，部分B元系列郵票曾改印面值後再次發行:60。
琉球地區改用美元之後的第一套系列郵票是動植物系列郵票，開始發行於1959年8月10日:58-59。此後琉球的郵政部門發行過民族舞蹈系列:61-62、花系列:65、空手系列:70、龜系列:72、天然紀念物系列:72、熱帶魚系列:74、貝系列:75、蟹系列:78、民俗行事系列:80-81、組舞系列:82-83、偉人系列:84、民具系列:85、政府立公園系列:86、海洋系列:87，合計14套系列郵票。

### 速達郵票及航空郵票

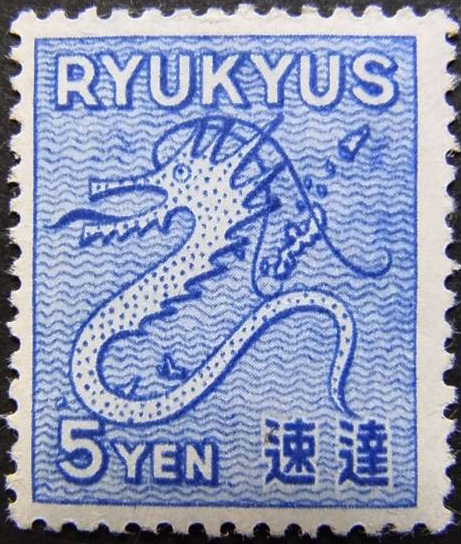
速達郵票

1950年2月15日，琉球郵政部門發行了速達郵票，面值5元。和第二套普通郵票相同，該郵票的設計圖案同樣是通過公開徵集獲得:46-47。
琉球郵政部門發行過多套航空郵票。鴿子航空郵票和速達郵票同樣發行於1950年2月15日，有8、12、16元三種面值。圖案設計均為琉球群島地圖和鴿子:46-47。翌年10月1日，郵政廳發行了天女航空郵票。這套郵票有13元、18元、30元、40元、50元，共計5種不同面值。各面值使用相同的天女圖案，但顏色不同:47。1957年8月1日，郵政廳發行了凹版天女航空郵票:53。在琉球地區改用美元之後，郵政局於1959年12月20日發行了修改面值的凹版天女航空郵票。將B元面值改為美分:58-59。
由於海外郵包價格變動，郵政廳在1961年9月21日發行了天女·風神航空郵票。這半航空郵票有五種面值，其中9、14、35美分使用天女圖案，19、27美分使用風神圖案。和之前的航空郵票不同的是，這一版航空郵票採用多色印刷:63。1963年8月28日，郵政廳發行了日本本土郵件用的航空郵票。這半航空郵票有5.5美分和7美分兩種面值:67。
速達郵票和第一版天女航空郵票均發行過無齒版郵票:55。

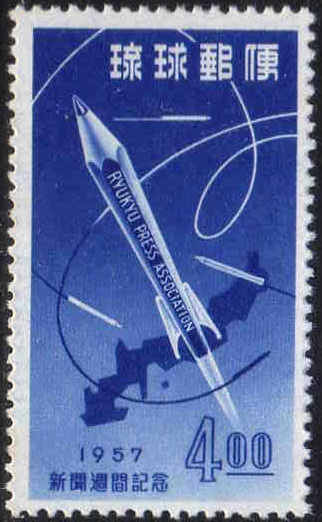
第7屆報紙週紀念郵票

### 紀念郵票
琉球郵票的第一套紀念郵票是發行於1951年2月12日的琉球大學建校紀念郵票。該郵票的圖案設計系通過公開徵集獲得:47。下表列出琉球郵票的紀念郵票一覽:47-87：
| 名稱                                   | 面值  | 發行日         | 圖案                                                         |
| -------------------------------------- | ----- | -------------- | ------------------------------------------------------------ |
| 琉球大學建校紀念                       | 3元   | 1951年2月12日  | 校舍和首里城剪影                                             |
| 植樹紀念                               | 3元   | 1951年2月19日  | 松樹                                                         |
| 琉球政府創立紀念                       | 3元   | 1952年4月1日   | 鴿子和新芽和琉球群島                                         |
| 佩里來琉百年紀念                       | 3元   | 1953年5月29日  | 馬修·培理和琉球執政的會見                                    |
| 培理來琉百年紀念                       | 6元   | 1953年5月29日  | 培理提督和其艦隊                                             |
| 第3屆報紙週紀念                        | 4元   | 1953年10月1日  | 鉛筆形狀的紙型和太田朝敷                                     |
| 第4屆報紙週紀念                        | 4元   | 1954年10月1日  | 當真嗣合和鋼筆                                               |
| 番薯傳來三百五十年紀念                 | 4元   | 1955年11月26日 | 野國總管宮社殿和番薯                                         |
| 愛林週紀念                             | 4元   | 1956年2月18日  | 森林                                                         |
| 自動式電話開通紀念                     | 4元   | 1956年6月8日   | 電話機和撥號盤                                               |
| 第7屆報紙週紀念                        | 4元   | 1957年10月1日  | 地圖和火箭外形的鉛筆                                         |
| 郵票發行十周年紀念                     | 4元   | 1958年7月1日   | 三種郵票（凹版天女航空郵票：民族舞蹈系列郵票：第一次普通郵票 |
| 守礼門復原紀念                         | 3 c   | 1958年10月15日 | 復原後的守礼門                                               |
| 全緑化推進運動                         | 3 c   | 1959年4月30日  | 樹木和山和村莊                                               |
| 日本生物教育會沖繩大會紀念             | 3 c   | 1959年7月23日  | 皇蛾                                                         |
| 琉球大學建校十周年紀念                 | 3 c   | 1960年5月22日  | 琉大徽章和數字                                               |
| 第八屆九州各縣對抗田徑競技大會         | 3 c   | 1960年11月6日  | 名護灣和聖火                                                 |
| 第八屆九州各縣對抗田徑競技大會         | 8 c   | 1960年11月6日  | 運動員起跑                                                   |
| 人口普查紀念                           | 3 c   | 1960年12月1日  | 朝日和白鷺                                                   |
| 全琉緑化推進運動                       | 3 c   | 1961年5月1日   | 松                                                           |
| 那霸市制四十周年紀念                   | 3 c   | 1961年5月20日  | 港和御冠船和那霸市徽                                         |
| 絲滿町兼城村高嶺村三和村合併紀念       | 3 c   | 1961年10月1日  | 白銀堂                                                       |
| 第10屆讀書週                           | 3 c   | 1961年11月12日 | 書籍和鴿子                                                   |
| 琉球政府創立十周年紀念                 | 1.5 c | 1962年4月1日   | 階梯和琉球政府大樓                                           |
| 琉球政府創立十周年紀念                 | 3 c   | 1962年4月1日   | 琉球政府大樓                                                 |
| 國際瘧疾防止事業紀念                   | 3 c   | 1962年4月7日   | 瘧蚊                                                         |
| 國際瘧疾防止事業紀念                   | 8 c   | 1962年4月7日   | 守礼門和WHO標誌                                              |
| 兒童節                                 | 3 c   | 1962年5月5日   | 人偶和露兜樹葉手工                                           |
| 郵票趣味週                             | 3 c   | 1962年7月5日   | 赤絵碗                                                       |
| 全日本東西對抗劍道大會紀念             | 3 c   | 1962年7月25日  | 劍道者和空、海、島的遠景                                     |
| 成人之日                               | 3 c   | 1963年1月15日  | 男女的浮雕                                                   |
| 全琉緑化推進運動                       | 3 c   | 1963年3月25日  | 森林                                                         |
| 沖繩本島一周道路完成紀念               | 3 c   | 1963年4月30日  | 沖繩本島一周道路鳥瞰圖                                       |
| 愛鳥週紀念                             | 3 c   | 1963年5月10日  | 灰面鷲群                                                     |
| 鹽屋橋完成紀念                         | 3 c   | 1963年6月5日   | 鹽屋內海和橋樑                                               |
| 郵票趣味週                             | 3 c   | 1963年7月1日   | 堆錦碗                                                       |
| 國際青年商會沖繩會議紀念               | 3 c   | 1963年9月16日  | 亞洲地圖和大會標誌                                           |
| 文化財保護育成週                       | 3 c   | 1963年11月1日  | 中城城遺跡                                                   |
| 世界人權宣言15周年紀念                 | 3 c   | 1963年12月10日 | 拳頭和火焰                                                   |
| 母親節                                 | 3 c   | 1964年5月10日  | 紅色康乃馨                                                   |
| 農業普查紀念                           | 3 c   | 1964年6月1日   | 菠蘿和甘蔗田                                                 |
| 郵票趣味週                             | 3 c   | 1964年7月1日   | Minsa織帶                                                    |
| 琉球女童軍創立10年紀念                 | 3 c   | 1964年8月31日  | 大會旗和少女團員                                             |
| 日琉微波回線開通紀念                   | 3 c   | 1964年9月1日   | 微波回線設施                                                 |
| 日琉微波回線開通紀念                   | 8 c   | 1964年9月1日   | 天線和地圖                                                   |
| 東京奧運沖繩聖火接力紀念               | 3 c   | 1964年9月7日   | 守礼門和聖火和奧運標誌                                       |
| 文化財保護強調週                       | 3 c   | 1964年11月1日  | 宮良殿內                                                     |
| 琉球童軍創立10年紀念                   | 3 c   | 1965年2月6日   | 守礼門和童軍                                                 |
| 奧武山田徑場完成紀念                   | 3 c   | 1965年7月1日   | 奧武山田徑場                                                 |
| 金武發電所竣工紀念                     | 3 c   | 1965年7月1日   | 金武發電所                                                   |
| 郵票趣味週                             | 3 c   | 1965年7月1日   | 三線                                                         |
| 聯合國創立20周年紀念                   | 3 c   | 1965年8月24日  | 國際合作標誌和沖繩                                           |
| 那霸市新大樓竣工紀念                   | 3 c   | 1965年9月18日  | 新大樓全景和那霸市徽                                         |
| 愛鳥週紀念                             | 3 c   | 1966年5月10日  | 洋燕                                                         |
| 慰靈之日                               | 3 c   | 1966年6月23日  | 百合和戰爭遺跡                                               |
| 琉球大學政府移管紀念                   | 3 c   | 1966年7月1日   | 琉球大學全景和校徽                                           |
| 郵票趣味週                             | 3 c   | 1965年8月1日   | 沈金御供飯                                                   |
| 聯合國教科文組織創立20周年紀念         | 3 c   | 1966年9月20日  | 瓦屋頂和教科文組織標誌                                       |
| 政府立博物館新館竣工紀念               | 3 c   | 1966年10月6日  | 博物館和龍頭                                                 |
| 文化財保護強調週間                     | 3 c   | 1966年11月1日  | 仲宗根豐見親之墓（宮古島、平良）                             |
| 郵票趣味週                             | 3 c   | 1967年4月20日  | 厨子瓶                                                       |
| 國際觀光年紀念                         | 3 c   | 1967年9月11日  | 紅屋頂和標誌                                                 |
| 琉球結核預防會創立15周年紀念           | 3 c   | 1967年10月13日 | 檢診車                                                       |
| 文化財保護強調週間                     | 3 c   | 1967年11月1日  | 圓覚寺放生橋                                                 |
| 宮古・八重山電視轉播站開設紀念         | 3 c   | 1967年12月22日 | 地圖和電視塔                                                 |
| 牛痘種痘實施120年紀念                  | 3 c   | 1968年3月15日  | 医師仲地紀仁                                                 |
| 郵票趣味週                             | 3 c   | 1968年4月18日  | 雲竜雕印籠                                                   |
| 第10回國際圖書館週紀念                 | 3 c   | 1968年5月13日  | 追求書籍和人和圖書館和沖繩地圖                               |
| 郵票發行20年紀念                       | 3 c   | 1968年7月1日   | 郵遞員制服和郵票（第一次普通郵票「百合」40錢）               |
| 圓覚寺總門修復紀念                     | 3 c   | 1968年7月15日  | 圓覚寺總門                                                   |
| 敬老節                                 | 3 c   | 1968年9月15日  | 老人舞                                                       |
| 文化財保護強調週                       | 3 c   | 1968年11月1日  | 辯財天堂                                                     |
| 第35屆日本男子東西對抗軟式網球大會紀念 | 3 c   | 1968年11月23日 | 軟式網球                                                     |
| 第20屆全日本社會人業餘拳擊大賽大會紀念 | 3 c   | 1969年1月3日   | 拳擊選手                                                     |
| 郵票趣味週                             | 3 c   | 1969年4月17日  | 螺鈿硯屏                                                     |
| 沖繩島・先島之間UHF回線開通紀念        | 3 c   | 1969年7月1日   | 沖繩地圖和天線                                               |
| 第22屆全國造形教育研究大會紀念         | 3 c   | 1969年8月1日   | 守礼門和關聯團體標誌                                         |
| 文化財保護強調週                       | 3 c   | 1969年11月1日  | 中村家住宅                                                   |
| 夏威夷移民70年紀念                     | 3 c   | 1969年12月5日  | 當山久三銅像及沖繩和夏威夷的地圖                             |
| 郵票趣味週                             | 3 c   | 1970年4月15日  | 酒壺                                                         |
| 海中展望塔完成紀念                     | 3 c   | 1970年5月22日  | 海中展望塔和熱帶魚                                           |
| 人口普查紀念                           | 3 c   | 1970年10月1日  | 沖繩地圖和人群                                               |
| 文化財保護強調週                       | 3 c   | 1970年11月2日  | 宇根的大蘇鐵                                                 |
| 國政参加紀念                           | 3 c   | 1970年11月2日  | 國旗和國會議事堂和沖繩                                       |
| 郵票趣味週                             | 3 c   | 1971年4月15日  | 酒杯                                                         |
| 那霸市制實施50周年紀念                 | 3 c   | 1971年5月20日  | 市徽和新舊市景                                               |
| 文化財保護強調週                       | 4 c   | 1971年12月1日  | 桃林寺仁王像                                                 |
| 看護教育25周年紀念                     | 4 c   | 1971年12月24日 | 看護學生和燈                                                 |
| 沖繩返還協議批准紀念                   | 5 c   | 1972年4月17日  | 日美國旗和鴿子                                               |
| 郵票趣味週                             | 5 c   | 1972年4月20日  | 花瓶                                                         |

### 賀年郵票

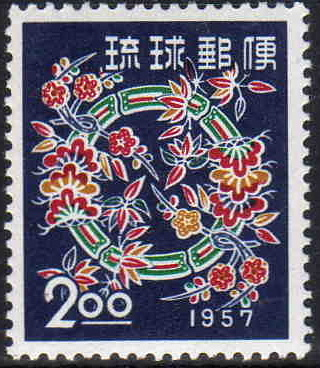
1957年賀年郵票

自1956年12月開始，琉球郵政部門每年還發行賀年郵票。1956年發行的1957年賀年郵票圖案是松竹梅紅型:53。自1962年發行的1963年賀年郵票開始，賀年郵票設計中融入了生肖元素:66。

### 未發行郵票
琉球郵票中有三枚紀念郵票雖然印刷，但未有實際發行，其中前兩枚是紀念郵票。第一枚是原本預計在1961年10月30日發行的平良市·下地町合併紀念郵票。因下地町在合併前最後時刻決定退出合併，這枚郵票因此未能發行:88。第二枚是預計在1967年3月16日發行的日美琉合同紀念植樹祭。這枚郵票的設計圖案有日美兩國國旗，但將日本國旗置於美國國旗上方，引發琉球列島美國民政府不滿，因此未能發行:33。
第三枚未發行琉球郵票是預計在1971年8月30日發行的政府立公園系列郵票中的西表政府立公園郵票（面值4美分）因琉球政府在發行前決定將其改為用作流通美元確認用紙而未正式作為郵票使用:159。

## 註释
1. ↑  1958年9月15日之前的面值單位是元（B型軍票）。9月16日之後是美分。
2. ↑  由於該郵票是最後一張琉球郵票，因此在票面上印有「final issue」。